# 聖教新聞Presents ことばのチカラ 〜成功へのターニングポイント〜
『聖教新聞Presents ことばのチカラ 〜成功へのターニングポイント〜』（せいきようしんぶんプレゼンツ ことばのチカラ せいこうへのターニングポイント）は、ニッポン放送で、2017年10月から2021年10月4日まで放送された、スポーツインタビュー番組である。

## 概要
同番組はスポーツ界で活躍し続ける選手・指導者・およびその裏方など、スポーツに情熱を傾ける人々を、2週1くくりでゲストとして迎え、ゲストのこれまでの人生で影響を受けた言葉、大きな力となった言葉について、ゲストの経験談をもとにインタビューしていった。聞き手はスポーツライター・金子達仁。
登場したスポーツマン・関係者は4年間で100人を超えた。
2021年10月で終了後、11月からはスポンサー・放送時間を変えて、引き続き金子が聞き手を務める続編・『リポビタン for Sports presents 「The Deep」』が放送される（LFローカル）。

## ネット局
いづれも毎週月曜日放送
| 放送対象地域 | 放送局                  | 放送時間       | 時差       | 備考  |
| ------------ | ----------------------- | -------------- | ---------- | ----- |
| 関東広域     | ニッポン放送（LF）      | 21：00－21：30 | 製作局基準 | [ 1 ] |
| 東海広域     | 東海ラジオ放送（SF）    | 20：30－21：00 | 30分先行   | [ 2 ] |
| 近畿広域     | 朝日放送ラジオ（ABC-R） | 21：15－21：45 | 15分遅れ   | [ 2 ] |